# Час когерентності
Час когерентності — це час, протягом якого електромагнітна хвиля (особливо промінь лазера або мазера), що поширюється, може розглядатися когерентною. Це означає, що її фаза в середньому передбачувана.
У системах передачі на великі відстані час когерентності може бути зменшений за рахунок таких факторів, як дисперсія, розсіяння та дифракція.
Час когерентності, який зазвичай називають τ, обчислюється діленням довжини когерентності на фазову швидкість світла в середовищі; наближення дано формулою
{\displaystyle \tau ={\frac {1}{\Delta \nu }}\approx {\frac {\lambda ^{2}}{c\,\Delta \lambda }}}
де λ — центральна довжина хвилі джерела, Δν і Δλ — це спектральна ширина джерела в одиницях частоти та довжини хвилі відповідно, і c — це швидкість світла у вакуумі.
Одномодовий волоконний лазер має ширину лінії декілька кГц, що відповідає часу когерентності в кілька сотень мікросекунд. Водневі мазери мають ширину лінії близько 1 Гц, що відповідає часу когерентності близько однієї секунди. Їх довжина когерентності приблизно відповідає відстані від Землі до Місяця.